# Traver, California
Traver, California (енгл. Traver) насељено је место без административног статуса у америчкој савезној држави Калифорнија.

## Демографија
По попису из 2010. године број становника је 713, што је 19 (-2,6%) становника мање него 2000. године.
| Група             | 2000.       | 2010.       |
| Белци             | 166 (22,7%) | 136 (19,1%) |
| Афроамериканци    | 0 (0,0%)    | 1 (0,1%)    |
| Азијати           | 1 (0,1%)    | 6 (0,8%)    |
| Хиспаноамериканци | 552 (75,4%) | 551 (77,3%) |
| Укупно            | 732         | 713         |